# Christinus guentheri
Christinus guentheri är en ödleart som beskrevs av  George Albert Boulenger 1885. Christinus guentheri ingår i släktet Christinus och familjen geckoödlor. IUCN kategoriserar arten globalt som sårbar. Inga underarter finns listade i Catalogue of Life.